# Sedlejov
Sedlejov település Csehországban, a Jihlavai járásban. Sedlejov Hodice, Panenská Rozsíčka, Nevcehle, Mysliboř, Telč, Třeštice, Urbanov és Žatec településekkel határos. Lakosainak száma 309 fő (2024. január 1.).

## Népesség
A település lakosságának változását az alábbi diagram mutatja:
| Lakosok száma | 276  | 322  | 330  | 289  | 219  | 266  | 289  | 294  | 294  | 309  |
|               | 1869 | 1900 | 1921 | 1961 | 1980 | 2011 | 2016 | 2019 | 2021 | 2024 |